# Guignicourt-sur-Vence
Guignicourt-sur-Vence település Franciaországban, Ardennes megyében. Lakosainak száma 265 fő (2022. január 1.). Guignicourt-sur-Vence Boulzicourt, Champigneul-sur-Vence, Gruyères, Mondigny, Saint-Pierre-sur-Vence, Touligny és Yvernaumont községekkel határos.

## Népesség
A település népességének változása:
| Lakosok száma | 269  | 257  | 313  | 302  | 305  | 313  | 302  | 280  | 274  | 265  |
|               | 1968 | 1982 | 1990 | 2006 | 2013 | 2015 | 2017 | 2019 | 2020 | 2022 |